# بروك داف
بروك داف (بالإنجليزية: Brooke Duff)‏ هي مغنية وكاتبة غنائية نيوزيلندية، ولدت في 27 نوفمبر 1991 في كرايستشرش في نيوزيلندا.

## وصلات خارجية
- بروك داف على موقع ميوزك برينز (الإنجليزية)